# Пунта Моготес
Пунта Моготес је обални комплекс у провинцији Буенос Ајрес, Република Аргентина, формиран од комплекса бања смештених на плажама јужно од луке Мар дел Плата, која се граничи са четвртима Колинас Пералта Рамос, Боске Пералта Рамос и Фаро Норте.

## Историја
Плаже Пунта Моготеса одликовале су се природним окружењем дина, лагуна са мочварама и природним обалним травњацима типичним за влажне равнице пампа које су се налазиле паралелно са Аргентинским морем. Четрдесетих и педесетих година прошлог века, подручје је почело да расте са идејом о мирним плажама далеко од центра Мар дел Плате, у самим тадашњим границама града. 
1979. године, под управом градоначелника Марија Русака, започела је изградња комплекса од 24 бање . „Комплекс Пунта Моготес“ отворен је у јануару 1981. године, уз присуство диктатора Хорхеа Рафаела Виделе . 
Овом конструкцијом стечене су урбанизација и услуге и иако је природни пејзаж изгубљен, радови су сачували стара водена тела и урбанизоване плаже које су претходно биле неравне. Комплет бања је у власништву мешовите државне компаније, коју чине влада провинције Буенос Аирес (која је дала кредит за изградњу) и Генерал Пуередон странка .  Изградња комплекса дала је велики подстицај кварту Пералта Рамос и осталим насељима смештеним јужно од града. 

## Атракције
Комплекс Пунта Моготес састоји се од низа бања изграђених на његовој обали, једне од највећих у Мар дел Плати и која има велики број услуга.
На јужној граници својих плажа налази се и Светионик Пунта Моготес, који је отворен 1891. године. Од септембра 2014. године у имању Фаро делује школа подофицира маринског корпуса. Постоји  заштићено подручје састављено од низа водних тела и периферног копненог подручја. Вода из њих улива се у лагуне резервата природе Пуерто Мар дел Плата . 